# Genomische imprinting
Genomische imprinting of genomische inprenting is het alleen tot uitdrukking komen of actief worden van een bepaald allel van een gen als het van één ouder afkomstig is, de vader of de moeder. Het speelt voor een klein percentage van de genen in het genoom een rol.

## Principe
In diploïde organismen (zoals de mens) heeft elke lichaamscel twee kopieën van het hele genoom. Elk autosomaal gen is vertegenwoordigd met twee kopieën, oftewel allelen. Hierbij is telkens één kopie afkomstig van de vader, en een van de moeder. Voor de meerderheid van deze genen geldt, dat beide allelen tot expressie (kunnen) komen. Voor een klein percentage van de genen (minder dan 1 procent) geldt echter het principe van de imprinting of inprenting: één allel komt tot expressie, afhankelijk van welke ouder het afkomstig is. Dit kan dus zowel de moeder als de vader zijn. Bij maternale inprenting is het allel van de moeder ingeprent en dus niet actief. Bij paternale inprenting is het allel afkomstig van de vader inactief.
Een voorbeeld is het gen dat codeert voor de insulin-like growth factor II (IGF2), een groeifactor voor cellen. Alleen het allel dat van de vader afkomstig is, zal tot expressie komen (DeChiara et al., 1991), er is dus sprake van maternale inprenting (het maternale allel is niet actief).

## Ontdekking van genomische inprenting
Genomische inprenting werd voor het eerst beschreven in het insect Pseudococcus nipae (Schrader., 1921). In Pseudococcids oftewel wolluizen ontwikkelen zowel de mannetjes als de vrouwtjes uit een bevrucht ei. In de vrouwtjes blijven alle chromosomen functioneel. In embryo’s die mannetjes worden, wordt de helft van de chromosomen uitgeschakeld na de zesde celdeling in het embryo, en blijft daarna grotendeels uitgeschakeld. Mannetjes hebben in elke cel dus twee kopieën van elk chromosoom, maar gebruiken er maar één en zijn dus functioneel haploïd (Brown and Nur. 1964, Hughes-Schrader. 1948, Nur. 1990).

## Ingeprente genen in zoogdieren
Experimenten op muizenembryo’s in de jaren tachtig van de vorige eeuw toonden aan dat voor normale ontwikkelingen zowel een moederlijke als een vaderlijke inbreng van genetisch materiaal nodig was. Muizenembryo’s die twee kopieën van het genoom ontvingen, afkomstig van vrouwtjes (gynogenetische embryo’s), laten zelf een relatief normale ontwikkeling zien, maar hebben slechts een kleine placenta. Embryo's die twee kopieën van het genoom ontvingen, afkomstig van mannetjes (androgenetische embryo's), lieten daarentegen een slechte ontwikkeling zien, maar hadden een goed ontwikkelde placenta. Door verdere onderzoeken werd ontdekt, dat deze fenomenen het gevolg waren van genetische inprenting, die nu ongebalanceerd was doordat het genoom niet van zowel mannelijke als vrouwelijke afkomst was. (Barton et al. 1984, McGrath and Solter 1984).
De gynogenetische embryo's hebben een dubbele expressie van de genen die alleen tot expressie komen als ze van de moeder komen, terwijl ze geen expressie hebben van genen die alleen tot expressie komen als ze van een vader komen. Het omgekeerde geldt voor de androgenetische embryo's.
Uit verder onderzoek bij muizen en bij mensen blijkt dat er waarschijnlijk zo’n 80 genen bestaan die beïnvloed worden door inprenting. Veel van deze genen zijn inderdaad betrokken bij de embryonale groei en ontwikkeling en bij de groei van de placenta (Isles and Holland, 2005; Morison et al., 2005; Reik and Lewis, 2005; Wood and Oakey, 2006). Deze genen liggen grotendeels bij elkaar in clusters, imprinted domains, die waarschijnlijk gezamenlijk gecontroleerd worden (Reik and Walter 2001).
Het fenomeen van inprenting in zoogdieren betekent dat er altijd één mannelijk en één vrouwelijk genoom bij moeten dragen aan het nieuwe organisme, omdat er anders geen goede balans zal bestaan. Alleen door experimentele manipulatie is het mogelijk een min of meer normaal organisme te creëren als dit twee kopieën van het genoom bevat dat afkomstig is van twee mannetjes of twee vrouwtjes.

## Mechanisme van inprenting
Inprenting moet een dynamisch proces zijn. Een mannetje krijgt één kopie van zijn genoom van zijn moeder, waarbij maternale inprenting bestaat, maar moet deze aan zijn kinderen door kunnen geven met de paternale vorm van inprenting. Voor vrouwtjes geldt het omgekeerde. Bestaande inprentingen moeten dus weggehaald kunnen worden, nieuwe moeten gevormd kunnen worden. Dit gebeurt inderdaad in de geslachtscellen, waar de bestaande inprenting verwijderd wordt en dan opnieuw toegevoegd wordt volgens het geslacht van het individu. Inprenting is een epigenetisch proces: niet het DNA is veranderd, maar de structuur van het DNA wordt aangepast. Dit kan op twee manieren: door DNA-methylatie en door veranderingen aan de histonen. In beide gevallen zorgen deze aanpassingen ervoor, dat de transcriptie van dat stuk van het DNA bemoeilijkt wordt en dat de genen die in dat gebied liggen dus niet tot expressie komen.

## Verklaringen voor het bestaan van genomische inprenting
Genomische inprenting van bepaalde specifieke genen is tot nu toe alleen ontdekt bij zoogdieren die een placenta hebben. De meeste genen die gevoelig zijn voor genomische inprenting blijken betrokken te zijn bij de groei van het embryo of de placenta. Sommige zijn betrokken bij de ontwikkeling van het jonge organisme na de geboorte. Sommige planten blijken ook over genen te beschikken die ingeprent zijn, terwijl enkele insectensoorten alleen hele chromosomen ingeprent kunnen hebben. Eén hypothese voor het bestaan van inprenting in zoogdieren is, dat het mannetje en het vrouwtje verschillende belangen kunnen hebben. Terwijl het mannetje vooral sterke en gezonde jongen wil, die dus vanaf hun embryonale fase goed gevoed moeten worden, moet het vrouwtje deze jongen tijdens de zwangerschap de voeding kunnen bieden en daarbij ook nog zelf kunnen overleven. Dit lijkt overeen te komen met de experimenten bij de muizenembryo’s: waar de gynogenetische muizen een kleine placenta hadden (en de moedermuis ze dus minder voeding gaf), hadden de androgenetische muizen een grote placenta (waarbij de moedermuis ze dus veel voeding moest geven). Slechts de combinatie van beide zorgt voor een goed-ontwikkelend embryo met een normale placenta.
Deze theorie wordt de parental conflict hypothese genoemd.

## Voorbeelden van ziekten die door inprenting beïnvloed worden

### Syndromen van Prader-Willi en Angelman
Twee syndromen worden veroorzaakt door een deletie op chromosoom 15 (de precieze locatie van deze deletie is 15q11-13, band 11 tot 13 op de lange arm van chromosoom 15). Deze regio bevat genen die op het paternale allel tot expressie komen (SNRPN en NDN) en genen die op het maternale allel tot expressie komen (UBE3A). Het paternale allel is zo ingeprent, dat het UBE3A niet tot expressie komt. Het maternale allel is zo ingeprent dat SNRPN en NDN niet tot expressie komen. Als er sprake is van de genoemde deletie, of bijvoorbeeld beide kopieën afkomstig zijn van één ouder (dit is uniparentale disomie), ontstaat een ziekte:
- Als de paternale kopie de deletie heeft of als er sprake is van twee maternale kopieën, dus bij het ontbreken van bruikbare paternale informatie (SNRPN en NDN komen beide niet tot expressie), ontstaat het syndroom van Prader-Willi (dit leidt tot hypotonie, vetzucht en hypogonadisme).
- Als de maternale kopie de deletie heeft of als er sprake is van twee paternale kopieën, dus bij het ontbreken van bruikbare maternale informatie (UBE3A komt niet tot expressie), ontstaat het syndroom van Angelman (dit leidt tot epilepsie, tremoren en een gezichtsuitdrukking waardoor iemand voortdurend lijkt te glimlachen).

### NOEY2
In 1999 is het gen NOEY2 ontdekt, dat zich bevindt op chromosoom 1 van de mens (Yinhua Yu et al, 1999). Er is sprake van maternale inprenting. Als het paternaal geërfde allel ontbreekt of wegvalt, zal dit gen niet (meer) tot expressie komen. Dit leidt tot een hoge kans op borst- en ovariumkanker.